# Euonymus ternifolius
Euonymus ternifolius là một loài thực vật có hoa trong họ Dây gối. Loài này được Hand.-Mazz. mô tả khoa học đầu tiên năm 1933.